# 大阪唐木仏壇
大阪唐木仏壇（おおさかからきぶつだん）とは、大阪府で製作される唐木仏壇のこと。1985年（昭和60年）、大阪府知事によって伝統工芸品に指定される。
なお、大阪では金仏壇も製作されており、単に大阪仏壇といった場合は金仏壇の方を指す。

## 起源・歴史
大阪における仏壇の歴史は仏教が伝来した6世紀頃といわれ、大阪仏壇（塗仏壇）の歴史は16世紀、石山本願寺が建立された頃とされる。江戸時代初期になると、寺請制度などにより仏壇を持つ家が増え、船場の指物師が杉・松・檜などの材料を使用し、庶民向けの簡単な戸棚仏壇を作ったのが、大阪唐木仏壇の始まりとされる。また同時期、大阪には東南アジアから唐木材料が輸入されるようになり、指物技術も発達したことから唐木仏壇も製作されるようになった。（一説には金仏壇よりも唐木仏壇の歴史が古いと言われる）
大阪は人口も多い消費地であることから戦前戦後を通して大阪は唐木仏壇の産地であり、その伝統は今に受け継がれている。

## 特徴
仏壇内部が三方、両脇の金紙が板ガラスによって保護されている、胴板が桟木によって固定されており桟木を外すと胴板の取り外しが自由になる等があるが、現在は様々なスタイルの仏壇が製作されている。